# Lənbəran
Lənbəran è un comune dell'Azerbaigian situato nel distretto di Bərdə. Conta una popolazione di 4 666 abitanti.